# Susa (Iran)
Susa, Soesa of Sjoesj (Perzisch: شوش, Shush; Frans: Suse; Grieks: Σοῦσα, Soûsa; klassiek Hebreeuws: שׁוּשַׁן, Shushān; Latijn: Sūsa), was in de oudheid een stad in het Elamitische, het Perzische en Parthische rijk, op ongeveer 250 km ten oosten van de Tigris in Khuzestan.
De site ligt in de onmiddellijke nabijheid van de huidige plaats Shush (Sjoesj). Naast de archeologische vindplaats is Shush ook een levendig dorpje, dankzij de verering ter plaatse van de profeet Daniël door sjiieten en de Perzisch-Joodse gemeenschap.

## Geschiedenis
Susa is een van de oudste nederzettingen tot dusver bekend in de regio, waarschijnlijk gesticht rond 4000 v.Chr., al zijn er sporen van bewoning die teruggaan tot 7000 v.Chr. Bewijzen van beschilderd aardewerk gaan terug tot 5000 v.Chr. 
In historische tijden was Susa de hoofdstad van het Elamitische rijk. De naam komt ook uit hun taal; het werd wisselend geschreven als Šušan, Šušun etc. en werd blijkbaar uitgesproken als Susən. De stad herbergde de tempel van een van de belangrijkste goden van Elam Inšušinak, waaraan door vele Elamitische heersers gebouwd is. Šilhak-Inšušinak I (1150-1120 v.Chr.) is daar een goed voorbeeld van, maar hij was zeker niet de eerste en vermeldt een aantal van zijn voorgangers, waaronder de sukkalmah Kuk-kirmaš (ca. 1950 v.Chr.). Ook in diens tijd was de tempel al een bijzonder oud bouwwerk. Susa was lange tijd een van de twee hoofdsteden van Elam. De koningen noemden zich dan ook "koning van Susa en Anšan".
Šušan werd veroverd door zowel het Babylonische rijk als het Assyrische rijk in gewelddadige campagnes. Na de Babylonische overwinning werd de naam abusievelijk verbonden met het Semitische woord Šušan, "lelie".
Susa wordt als 'sjoesjaan' (שׁוּשַׁ֣ן) vermeld in de geschriften, de ketoeviem van de Hebreeuwse Bijbel, voornamelijk in Esther, maar ook een keer in Nehemia en Daniël. Zowel Daniël als Nehemia leefden in Susa tijdens de Babylonische ballingschap van Judah in de 6e eeuw v.Chr. Esther is er koningin geweest, en voorkwam een genocide op het Joodse volk. Van een tombe in de buurt wordt aangenomen dat hij van Daniël is, genaamd Shush-Daniel. De tombe wordt gemarkeerd door een ongebruikelijk witte, stenen kegel, ruw afgewerkt en niet-symmetrisch.
Een kleitablet gevonden in 1854 door Henry Austin Layard in Ninive toont Assurbanipal als een "wreker", op zoek naar genoegdoening voor de vernederingen waarmee de Elamieten de Mesopotamiërs al eeuwen teisterden.

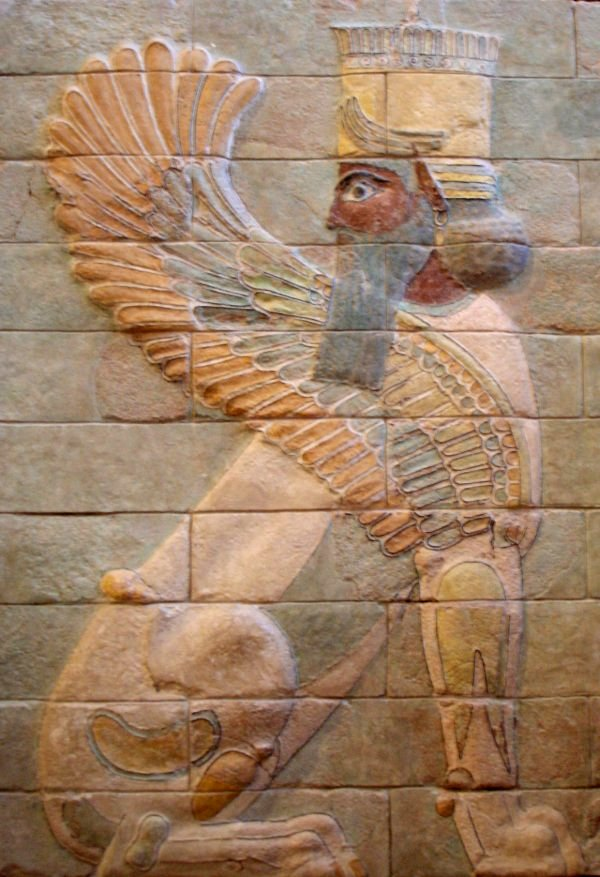
Gevleugelde sfinx uit het paleis van Darius de Grote in Susa. Nu te zien in het Louvre, Parijs.

"Susa, die grote heilige stad, woonplaats van hun Goden, zetel van hun mysteriën, veroverde ik. Ik betrad haar paleizen, ik opende hun schatkisten waar zilver en goud, goederen en weelde waren vergaard...Ik vernielde de ziggurat van Susa. Ik vernietigde de glanzende koperen horens. Ik brak de tempels van Elam af tot de grond; hun goden en godinnen verstrooide ik naar alle winden. De graftombes van hun oude en recente koningen verwoestte ik, blootgesteld aan het zonlicht droeg ik hun beenderen naar het land van Ashur. Ik verwoestte de provincies van Elam en op hun land strooide ik zout."

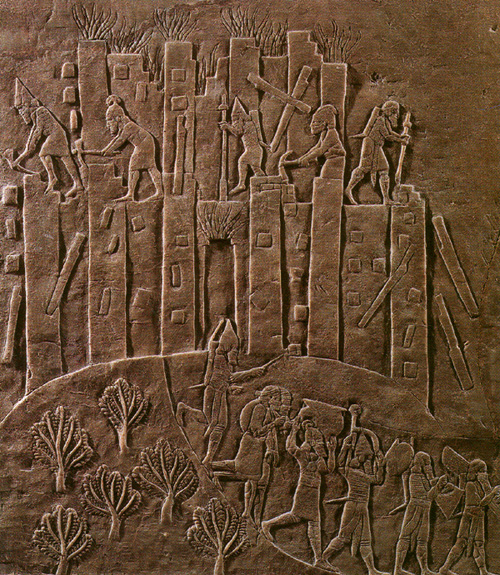
Assurbanipals brute campagne tegen Susa wordt triomfantelijk weergegeven in dit reliëf van de plundering van Susa in 647 v.Chr.

De stad werd al snel teruggenomen door Achaemenidische Perzen onder Cyrus de Grote in 538 v.Chr. Onder Cyrus' zoon Cambyses II werd Susa de hoofdstad van het rijk, ten nadele van Pasargadae.
De stad verloor enige invloed toen Alexander de Grote haar veroverde in 331 v.Chr. in zijn vernietiging van het eerste Perzische rijk. Onder de Seleuciden werd Susa een Griekse kolonie, genaamd Seleucia ad Eulaios. Uit deze en de hieropvolgende Parthische tijd stammen veel Griekse inscripties, die het bestaan van Griekse instituties in de stad bewijzen.
Na de ineenstorting van Alexanders enorme rijk werd Susa een van de twee hoofdsteden (samen met Ctesiphon) van Parthië. Susa werd een plaats waar de Parthen, en later de Perzische Sassaniden, vaak onderdak konden vinden, aangezien de Romeinen Ctesiphon vijf keer geplunderd hebben in de periode tussen 116 en 297. Normaal gesproken verbleven de Parthische heersers in de winter in Susa, om de zomer in Ctesiphon door te brengen.
De Romeinse keizer Trajanus veroverde Susa in 116, maar was snel weer gedwongen om zich terug te trekken door opstanden in zijn achterland. Deze opmars markeerde de grootste oostelijke expansie van de Romeinen.
Susa is ten minste driemaal vernietigd in haar historie. In 647 v.Chr. maakte de Assyrische koning Assurbanipal de stad met de grond gelijk tijdens een oorlog waarbij de bevolking van Susa blijkbaar de zijde van de opponent gekozen had. De tweede vernietiging vond plaats in 638 n.Chr., toen de Moslimlegers de eerste keer het Perzische rijk veroverden. Uiteindelijk, in 1218, werd de stad volledig verwoest door de invallen van de Mongolen. In de jaren hierna raakte de antieke stad meer en meer verlaten.
Tijdens opgravingen in de stad vonden Franse archeologen in 1901 een stele met de Codex Hammurabi, die de Elamitische koning Shutruk-Nahhunte in een campagne tegen Babylon had buitgemaakt en naar Susa had meegenomen. Recent wordt de vindplaats bedreigd door illegale opgravingen, vuilnisstort door de lokale overheid en een gepland busdepot op nog te onderzoeken grondgebied.
In 2015 werd de site tijdens de 39e sessie van de Commissie voor het Werelderfgoed van UNESCO uitgeroepen tot werelderfgoed en toegevoegd aan de werelderfgoedlijst.